# Olmos (Uruguay)
Olmos es una localidad uruguaya, del departamento de Canelones, y forma parte del municipio canario de Empalme Olmos. 

## Ubicación
La localidad se encuentra situada en la zona sur del departamento de Canelones, al este del arroyo Pando, sobre el antiguo trazado de la ruta 8, y en su km 35.

## Población
Según el censo de 2011, la localidad contaba con una población de 662 habitantes.
| 257           | 520 | 561 | 598 | 493 | 662 |
| (Fuente: INE) |     |     |     |     |     |